# (1064) Aethusa
(1064) Aethusa és un asteroide pertanyent al cinturó d'asteroides descobert el 2 d'agost de 1926 per Karl Wilhelm Reinmuth des de l'observatori de Heidelberg-Königstuhl, Alemanya.
Aethusa es va designar al principi com 1926 PA. Posteriorment va ser nomenat per l'etusa (Aethusa cynapium), una planta de la família de les apiàcies.
Aethusa orbita a una distància mitjana del Sol de 2,542 ua, podent acostar-s'hi fins a 2,093 ua i allunyar-se'n fins a 2,992 ua. Té una inclinació orbital de 9,501° i una excentricitat de 0,1768. Empra 1481 dies a completar una òrbita al voltant del Sol.